# Tomás Salort y de Olives
Tomás Salort y de Olives (Ciudadela, 14 de julio de 1905 - Madrid, 23 de agosto de 1936) fue un abogado y político menorquín, diputado en Cortes durante la Segunda República. Pereció, víctima de la represión en la zona republicana, asesinado en  Madrid a poco más de un mes del comienzo de la Guerra Civil.

## Biografía
Pertenecía a una familia aristocrática de Menorca. Era el primogénito de Lorenzo de Salort y de Martorell, notable ciudadelano, y de Carolina de Olives y de Olives, hija de Gabriel de Olives y Saura, cuarto conde de Torre Saura y hermana de Bernardo, quinto conde. Licenciado en Derecho, ejerció de abogado y se involucró en política durante el periodo republicano, formando parte de la Unión de Derechas de Baleares, heredera del Partido Conservador en las islas. Fue diputado de la CEDA (en la que se integró la Unión de Derechas antes de los comicios, con el nombre de Acción Popular Agraria) por la circunscripción de Palma de Mallorca en las elecciones de 1933 y 1936.
El comienzo de la Guerra Civil le sorprendió en Madrid. Fue detenido y recluido en la Cárcel Modelo de Madrid, junto con otros diputados y políticos derechistas. Fue asesinado en la prisión por milicianos izquierdistas en la madrugada del 22 al 23 de agosto de 1936. Durante los siguientes meses, sus hermanos Luis y Gabriel fueron asesinados en Menorca (el primero en Mercadal y el segundo en el asalto al buque-prisión Atlante).